# Sapekhburto K'lubi Dinamo Tbilisi 2014-2015
Questa voce raccoglie le informazioni riguardanti il Sapekhburto K'lubi Dinamo Tbilisi nelle competizioni ufficiali della stagione 2014-2015.

## Stagione
Nella stagione 2014-2015 la Dinamo Tbilisi ha disputato la Umaglesi Liga, massima serie del campionato georgiano di calcio, terminando il torneo al terzo posto con 58 punti conquistati in 30 giornate, frutto di 17 vittorie, 7 pareggi e 6 sconfitte, venendo così ammesso al primo turno preliminare della UEFA Europa League 2015-2016. In Sakartvelos tasi è sceso in campo dal secondo turno, raggiungendo la finale del torneo e sconfiggendo per 5-0 il Samt'redia e vincendo il torneo per la dodicesima volta nella sua storia. In UEFA Champions League è sceso in campo dal secondo turno preliminare venendo subito eliminato dai kazaki dell'Aqtöbe.

## Rosa
| N. |                       | Ruolo | Calciatore          |
| -- | --------------------- | ----- | ------------------- |
| 2  | Georgia (bandiera)    | D     | Otar Kakabadze      |
| 3  | Georgia (bandiera)    | D     | Lasha Totadze       |
| 4  | Georgia (bandiera)    | D     | Nikoloz Tchanturia  |
| 5  | Georgia (bandiera)    | D     | Vazha Tabatadze     |
| 6  | Georgia (bandiera)    | C     | Mate Tsintsadze     |
| 7  | Georgia (bandiera)    | C     | Giorgi Janelidze    |
| 8  | Georgia (bandiera)    | C     | Giorgi Papunashvili |
| 9  | Spagna (bandiera)     | A     | Manuel Onwu         |
| 11 | Spagna (bandiera)     | A     | Rafa Jordà          |
| 12 | Georgia (bandiera)    | P     | Omar Migineishvili  |
| 12 | Slovacchia (bandiera) | P     | Libor Hrdlička      |
| 13 | Georgia (bandiera)    | C     | Otar Kiteishvili    |
| 14 | Georgia (bandiera)    | C     | Lasha Parunashvili  |
| 20 | Serbia (bandiera)     | C     | Stefan Bukorac      |
| 22 | Georgia (bandiera)    | C     | Saba Lobzhanidze    |
| 23 | Georgia (bandiera)    | A     | Giorgi Chirgadze    |
| 25 | Brasile (bandiera)    | D     | René Santos         |

| N. |                      | Ruolo | Calciatore               |
| -- | -------------------- | ----- | ------------------------ |
| 28 | Spagna (bandiera)    | A     | Xisco                    |
| 29 | Rep. Ceca (bandiera) | D     | Radek Dosoudil           |
| 30 | Georgia (bandiera)   | D     | Giorgi Gvelesiani        |
| 31 | Georgia (bandiera)   | C     | Jambul Jighauri          |
| 70 | Georgia (bandiera)   | D     | Lasha Shergelashvili     |
| 77 | Georgia (bandiera)   | P     | Giorgi Loria             |
| 77 | Georgia (bandiera)   | C     | Vakhtang Tchanturishvili |
| 88 | Georgia (bandiera)   | C     | Irakli Dzaria            |
| 89 | Georgia (bandiera)   | P     | Nikoloz Daushvili        |
|    | Georgia (bandiera)   | D     | Giorgi Mtchedlishvili    |
|    | Georgia (bandiera)   | D     | Dato Sajaia              |
|    | Georgia (bandiera)   | D     | Zurab Khizanishvili      |
|    | Georgia (bandiera)   | C     | Giorgi Papava            |
|    | Georgia (bandiera)   | A     | Davit Jikia              |
|    | Georgia (bandiera)   | A     | Nikoloz Sabanadze        |
|    | Georgia (bandiera)   | A     | Davit Volkovi            |
|    | Georgia (bandiera)   | A     | Budu Zivzivadze          |

## Risultati

### Sakartvelos tasi

#### Finale
| Arbitro: | Marco Fritz |

|                                                 |           |  |
| Papunashvili 14’, 52’ Onwu 50’, 68’ Volkovi 87’ | Marcatori |  |

### UEFA Champions League

#### Secondo turno preliminare
| Arbitro: | Paweł Raczkowski |

|  |           |                 |
|  | Marcatori | 51’ Danilo Neco |

| Arbitro: | Aliyar Ağayev |

|                                            |           |  |
| Antonov 75’ Zjan'kovič 82’ Aýımbetov 90+5’ | Marcatori |  |

## Statistiche

### Statistiche di squadra
| Competizione          | Punti | In casa | In casa | In casa | In casa | In casa | In casa | In trasferta | In trasferta | In trasferta | In trasferta | In trasferta | In trasferta | Totale | Totale | Totale | Totale | Totale | Totale | DR  |
| Competizione          | Punti | G       | V       | N       | P       | Gf      | Gs      | G            | V            | N            | P            | Gf           | Gs           | G      | V      | N      | P      | Gf     | Gs     | DR  |
| --------------------- | ----- | ------- | ------- | ------- | ------- | ------- | ------- | ------------ | ------------ | ------------ | ------------ | ------------ | ------------ | ------ | ------ | ------ | ------ | ------ | ------ | --- |
| Umaglesi Liga         | 58    | 15      | 11      | 2       | 2       | 41      | 11      | 15           | 6            | 5            | 4            | 15           | 17           | 30     | 17     | 7      | 6      | 56     | 28     | +28 |
| Sakartvelos tasi      | -     | 3       | 3       | 0       | 0       | 6       | 1       | 3            | 0            | 2            | 1            | 1            | 2            | 7      | 4      | 2      | 1      | 12     | 3      | +9  |
| UEFA Champions League | -     | 1       | 0       | 0       | 1       | 0       | 1       | 1            | 0            | 0            | 1            | 0            | 3            | 2      | 0      | 0      | 2      | 0      | 4      | -4  |
| Totale                | -     | 19      | 14      | 2       | 3       | 47      | 13      | 19           | 6            | 7            | 6            | 16           | 22           | 39     | 21     | 9      | 9      | 68     | 35     | +33 |